# Arcidiocesi di Cochabamba

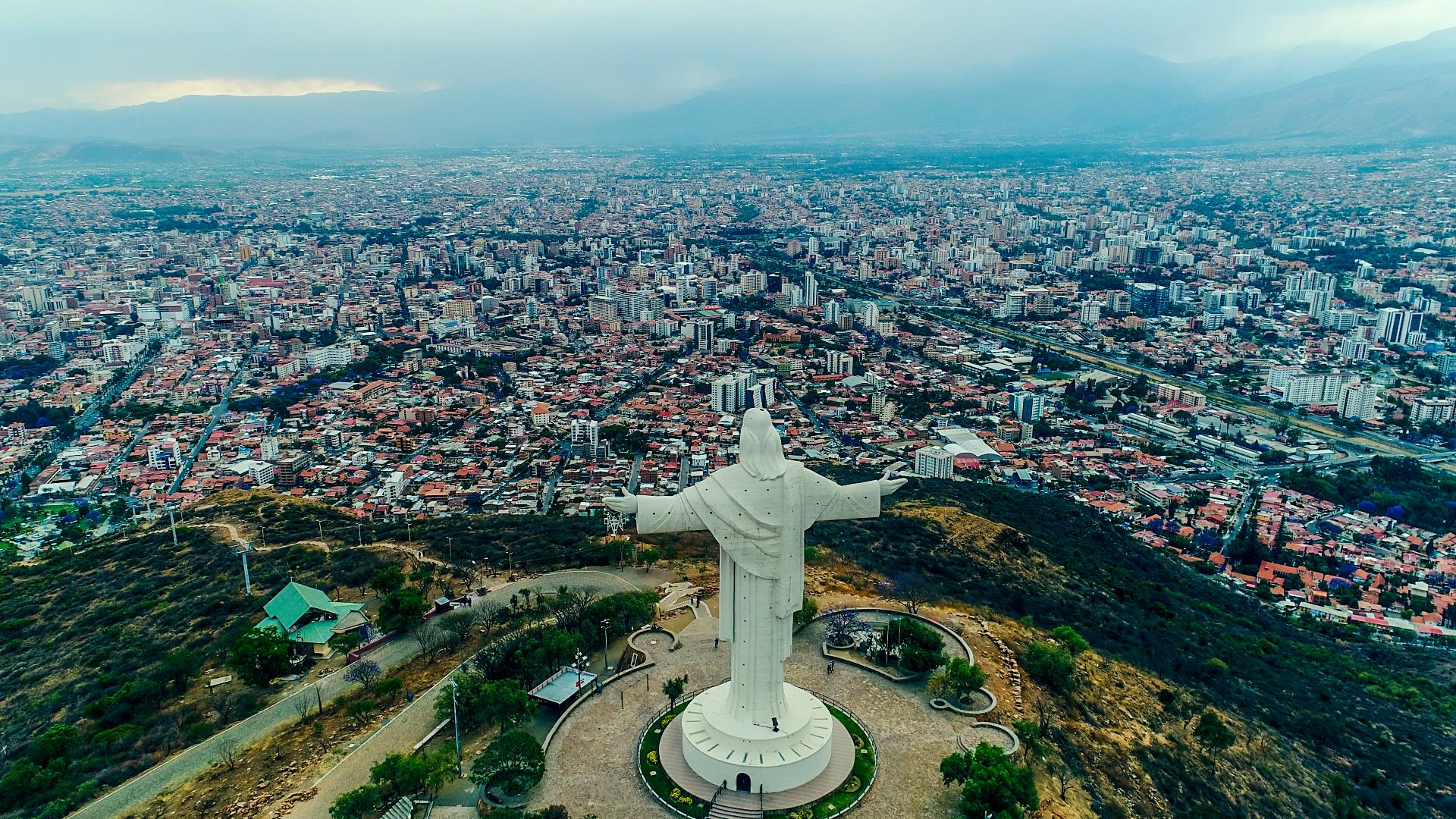
Vista di Cochabamba dalla statua del Cristo de la Concordia.

L'arcidiocesi di Cochabamba (in latino Archidioecesis Cochabambensis) è una sede metropolitana della Chiesa cattolica in Bolivia. Nel 2023 contava 1.682.590 battezzati su 2.052.340 abitanti. È retta dall'arcivescovo Oscar Omar Aparicio Céspedes.

## Territorio
L'arcidiocesi comprende le seguenti province del dipartimento di Cochabamba in Bolivia: Arani, Esteban Arce, Arque, Ayopaya, Capinota, Cercado, Chapare, Germán Jordán, Punata, Quillacollo, Tapacarí, Bolívar e parte della provincia di Tiraque.
Sede arcivescovile è la città di Cochabamba, dove si trova la cattedrale di San Sebastiano. Nella stessa città sorge il santuario di Cristo de la Concordia.
Il territorio si estende su 32.306 km² ed è suddiviso in 74 parrocchie, raggruppate in 5 vicariati: Cochabamba, Ayopaya-Capinota, Sacaba-Chapare, Valle Alto e Valle Bajo.

### Provincia ecclesiastica
La provincia ecclesiastica di Cochabamba, istituita nel 1975, comprende due suffraganee:
- la diocesi di Oruro, eretta nel 1924;
- la prelatura territoriale di Aiquile, eretta nel 1961.

## Storia
La diocesi di Cochabamba fu eretta il 25 giugno 1847 con la bolla Ubique pateat di papa Pio IX, ricavandone il territorio dall'arcidiocesi di La Plata o Charcas (oggi arcidiocesi di Sucre) e dalla diocesi di Santa Cruz de la Sierra (oggi arcidiocesi).
L'11 dicembre 1961 cedette una porzione del suo territorio a vantaggio dell'erezione della prelatura territoriale di Aiquile.
Il 30 luglio 1975 è stata elevata al rango di arcidiocesi metropolitana mediante la bolla Quo gravius di papa Paolo VI.
Nel 1988 Cochabamba ricevette la visita di papa Giovanni Paolo II: a ricordo dell'avvenimento fu eretta la colossale statua del Cristo de la Concordia, una delle statue del Cristo più alte del mondo, che domina la città dalla cima del Cerro San Pedro.
A partire dalla seconda metà degli anni novanta, molti abitanti di Cochabamba sono emigrati a Bergamo, in cerca di occupazione. Questo flusso migratorio è favorito dall'intensa collaborazione tra la diocesi di Bergamo e l'arcidiocesi di Cochabamba.

## Cronotassi dei vescovi
Si omettono i periodi di sede vacante non superiori ai 2 anni o non storicamente accertati.
- José María Yánez de Montenegro † (14 aprile 1848 - 24 novembre 1854 deceduto)
  - Sede vacante (1854-1857)
- Rafael Salinas † (19 marzo 1857 - 25 agosto 1871 deceduto)
- Francisco María Del Granado † (25 agosto 1871 succeduto - 25 settembre 1895 deceduto)
- Jacinto Anaya † (10 settembre 1897 - 17 dicembre 1915 deceduto)
  - Sede vacante (1915-1918)
- Luigi Francesco Pierini, O.F.M. † (20 febbraio 1918 - 31 ottobre 1923 nominato arcivescovo di La Plata o Charcas)
- Abel Isidoro Antezana y Rojas, C.M.F. † (19 maggio 1924 - 13 novembre 1924 nominato vescovo di Oruro)
- Julio Garret † (13 novembre 1924 - 28 dicembre 1929 dimesso)
- Tomás Aspe, O.F.M. † (8 giugno 1931 - 21 novembre 1942 dimesso[2])
  - Sede vacante (1942-1951)
- Juan Tarsicio Senner, O.F.M. † (26 ottobre 1951 - 19 agosto 1965 dimesso[3])
- José Armando Gutiérrez Granier † (19 agosto 1965 - 21 luglio 1980 dimesso)
- Gennaro Maria Prata Vuolo, S.D.B. † (21 novembre 1981 - 19 settembre 1987 dimesso)
- René Fernández Apaza † (16 aprile 1988 - 8 luglio 1999 ritirato)
- Tito Solari Capellari, S.D.B. (8 luglio 1999 succeduto - 24 settembre 2014 ritirato)
- Oscar Omar Aparicio Céspedes, dal 24 settembre 2014

## Statistiche
L'arcidiocesi nel 2023 su una popolazione di 2.052.340 persone contava 1.682.590 battezzati, corrispondenti all'82,0% del totale.
| anno | popolazione | popolazione | popolazione | presbiteri | presbiteri | presbiteri | presbiteri                | diaconi | religiosi | religiosi | parrocchie |
| anno | battezzati  | totale      | %           | numero     | secolari   | regolari   | battezzati per presbitero | diaconi | uomini    | donne     | parrocchie |
| ---- | ----------- | ----------- | ----------- | ---------- | ---------- | ---------- | ------------------------- | ------- | --------- | --------- | ---------- |
| 1950 | 500.000     | 680.000     | 73,5        | 88         | 65         | 23         | 5.681                     |         | 34        | 176       | 53         |
| 1965 | 435.300     | 460.860     | 94,5        | 143        | 48         | 95         | 3.044                     |         | 159       | 367       | 49         |
| 1968 | 574.092     | 593.774     | 96,7        | 159        | 69         | 90         | 3.610                     |         | 158       | 381       | 43         |
| 1976 | 660.000     | 677.146     | 97,5        | 145        | 55         | 90         | 4.551                     |         | 170       | 298       | 54         |
| 1980 | 656.929     | 699.762     | 93,9        | 168        | 52         | 116        | 3.910                     |         | 225       | 388       | 56         |
| 1990 | 856.900     | 905.270     | 94,7        | 182        | 52         | 130        | 4.708                     | 1       | 258       | 433       | 60         |
| 1999 | 1.038.275   | 1.202.600   | 86,3        | 279        | 93         | 186        | 3.721                     | 10      | 583       | 614       | 63         |
| 2000 | 1.057.637   | 1.230.259   | 86,0        | 277        | 93         | 184        | 3.818                     | 11      | 500       | 622       | 66         |
| 2001 | 1.076.028   | 1.253.118   | 85,9        | 240        | 71         | 169        | 4.483                     | 13      | 482       | 625       | 68         |
| 2002 | 1.077.308   | 1.267.422   | 85,0        | 238        | 78         | 160        | 4.526                     | 17      | 443       | 632       | 72         |
| 2003 | 1.322.513   | 1.455.711   | 90,8        | 237        | 77         | 160        | 5.580                     | 17      | 387       | 651       | 72         |
| 2004 | 1.325.861   | 1.455.711   | 91,1        | 240        | 80         | 160        | 5.524                     | 16      | 406       | 661       | 72         |
| 2006 | 1.390.300   | 1.524.000   | 91,2        | 305        | 91         | 214        | 4.558                     | 17      | 568       | 689       | 73         |
| 2013 | 1.593.000   | 1.732.000   | 92,0        | 316        | 96         | 220        | 5.041                     | 32      | 561       | 706       | 73         |
| 2016 | 1.675.000   | 1.850.542   | 90,5        | 305        | 100        | 205        | 5.491                     | 34      | 516       | 936       | 73         |
| 2019 | 1.582.274   | 1.929.602   | 82,0        | 289        | 96         | 193        | 5.474                     | 34      | 444       | 670       | 74         |
| 2021 | 1.639.280   | 1.999.540   | 82,0        | 249        | 103        | 146        | 6.583                     | 36      | 411       | 670       | 74         |
| 2023 | 1.682.590   | 2.052.340   | 82,0        | 240        | 95         | 145        | 7.010                     | 36      | 420       | 542       | 74         |